# Tilemsisuchus
Tilemsisuchus es un género extinto de crocodiliforme dirosáurido que existió en lo que actualmente Malí durante el período Eoceno. Fue originalmente por el paleontólogo Eric Buffetaut en 1979 y sólo contiene la especie tipo, Tilemsisuchus lavocati, descrita a partir de restos sínfisis mandibulares descubiertas en la localidad de Tamaguilelt. Algunos restos descubiertos de esta especie en la mandíbula inferior de T. lavocati, tiene marcas de mordidas que han sido interpretadas como resultado de luchas interespecíficas. Este comportamiento, característico de los machos de los crocodilianos actuales, y relacionado con la territorialidad, la jerarquía y el derecho de apareamiento. El que comportamientos similares se hayan producido tanto en los Dyrosauridae como en los crocodilianos, indicaría una considerable antigüedad para este comportamiento, si este fue heredado de un ancestro común.